# Мурашов Олександр Юрійович
Олександр Юрійович Мурашов (20 вересня 1956, Ногінськ, Московська область, СРСР) — радянський хокеїст, захисник.

## Спортивна кар'єра
Вихованець спортивної школи клубу «Кристал» (Електросталь). З середини 70-х років грав за основний склад команди з Московської області. 1978 року «Кристал» здобув путівку до першої ліги, але незабаром його запросили до київського «Сокола». У тому сезоні українська команда, після восьми років, повернулася до вищої ліги і зберегла місце серед найсильніших. Протягом дев'яти сезонів захищав кольори клубу «Крила Рад», а завершував виступи на хокейних майданчиках у складі «Кристала». Всього за десять сезонів у вищій лізі провів 362 матчі (23+41). У 90-х роках входив до тренерського штабу клубу «Крила Рад».

## Статистика
| Сезон               | Команда                  | Ліга                | І   | Г  | П  | 0  | Штр |
| ------------------- | ------------------------ | ------------------- | --- | -- | -- | -- | --- |
| 1978-79             | «Кристал» (Електросталь) | перша               | 14  | 0  | 1  | 1  | 8   |
| 1978-79             | «Сокіл» (Київ)           | вища                | 25  | 1  | 1  | 2  | 10  |
| 1979-80             | «Крила Рад» (Москва)     | вища                | 25  | 2  | 6  | 8  | 2   |
| 1980-81             | «Крила Рад» (Москва)     | вища                | 32  | 5  | 3  | 8  | 16  |
|                     | «Крила Рад» (Москва)     | пт                  | 6   | 1  | 0  | 1  | 0   |
| 1981-82             | «Крила Рад» (Москва)     | вища                | 33  | 1  | 5  | 6  | 12  |
|                     | «Крила Рад» (Москва)     | пт                  | 14  | 1  | 0  | 1  | 0   |
| 1982-83             | «Крила Рад» (Москва)     | вища                | 48  | 1  | 1  | 2  | 30  |
| 1983-84             | «Крила Рад» (Москва)     | вища                | 44  | 1  | 2  | 3  | 10  |
| 1984-85             | «Крила Рад» (Москва)     | вища                | 33  | 3  | 7  | 10 | 24  |
|                     | «Крила Рад» (Москва)     | пт                  | 23  | 0  | -  | -  | -   |
| 1985-86             | «Крила Рад» (Москва)     | вища                | 40  | 2  | 5  | 7  | 12  |
| 1986-87             | «Крила Рад» (Москва)     | вища                | 40  | 4  | 5  | 9  | 8   |
| 1987-88             | «Крила Рад» (Москва)     | вища                | 42  | 3  | 6  | 9  | 10  |
| 1990-91             | «Кристал» (Електросталь) | перша               | 50  | 2  | 3  | 5  | 22  |
| Усього у вищій лізі | Усього у вищій лізі      | Усього у вищій лізі | 362 | 23 | 41 | 64 | 134 |

Скорочення: пт — перехідний турнір за право участі у вищій лізі наступного сезону. У ньому брали участь аутсайдери команди вищої ліги і лідери першої. Турнір проводився у різних форматах і з різною кількістю учасників.